# Shqiprim Taipi
Shqiprim Taipi (Veliki Trnovac, 19 febbraio 1997) è un calciatore albanese, centrocampista del Gjilani.

## Biografia
Ha un fratello più grande, Gjelbrim, anch'egli calciatore.

## Carriera

### Club
Fa il suo esordio nella massima serie del campionato macedone con la maglia del Turnovo nella stagione 2015-2016, disputando 21 partite in totale in campionato. Nella stagione successiva torna per fine prestito allo Škendija, con cui gioca 2 partite in campionato e 7 in Europa League, prima di infortunarsi al legamento crociato il 5 settembre 2016.

### Nazionale
Nel 2013 ha giocato una partita con la nazionale albanese Under-16.

## Statistiche

### Presenze e reti nei club
Statistiche aggiornate al 5 agosto 2023.
| Stagione          | Squadra           | Campionato        | Campionato | Campionato | Coppe nazionali | Coppe nazionali | Coppe nazionali | Coppe continentali | Coppe continentali | Coppe continentali | Altre coppe | Altre coppe | Altre coppe | Totale | Totale |
| Stagione          | Squadra           | Comp              | Pres       | Reti       | Comp            | Pres            | Reti            | Comp               | Pres               | Reti               | Comp        | Pres        | Reti        | Pres   | Reti   |
| ----------------- | ----------------- | ----------------- | ---------- | ---------- | --------------- | --------------- | --------------- | ------------------ | ------------------ | ------------------ | ----------- | ----------- | ----------- | ------ | ------ |
| 2015-2016         | Turnovo           | PL                | 21+2       | 0          | CM              | 2               | 0               | -                  | -                  | -                  | -           | -           | -           | 25     | 0      |
| 2016-2017         | Škendija          | PL                | 6          | 0          | CM              | 0               | 0               | UEL                | 7                  | 0                  | -           | -           | -           | 13     | 0      |
| 2017-gen. 2018    | Shkupi            | PL                | 14         | 0          | CM              | 0               | 0               | -                  | -                  | -                  | -           | -           | -           | 14     | 0      |
| gen.-giu. 2018    | Prishtina         | SL                | 12         | 0          | CK              | 2               | 0               | UEL                | -                  | -                  | -           | -           | -           | 14     | 0      |
| 2018-gen. 2019    | Škendija          | PL                | 5          | 0          | CM              | 0               | 0               | UCL+UEL            | 3+0                | 0                  | -           | -           | -           | 8      | 0      |
| Totale Škendija   | Totale Škendija   | Totale Škendija   | 11         | 0          |                 | 0               | 0               |                    | 10                 | 0                  |             | -           | -           | 21     | 0      |
| gen.-giu. 2019    | Skënderbeu        | KS                | 7          | 0          | CA              | 3               | 0               | -                  | -                  | -                  | SA          | -           | -           | 10     | 0      |
| 2019-2020         | Skënderbeu        | KS                | 29         | 1          | CA              | 5               | 0               | -                  | -                  | -                  | -           | -           | -           | 34     | 1      |
| 2020-2021         | Skënderbeu        | KS                | 28         | 1          | CA              | 5               | 0               | -                  | -                  | -                  | -           | -           | -           | 33     | 1      |
| Totale Skënderbeu | Totale Skënderbeu | Totale Skënderbeu | 64         | 2          |                 | 13              | 0               |                    | -                  | -                  |             | 0           | 0           | 77     | 2      |
| 2021-2022         | Kukësi            | KS                | 29         | 2          | CA              | 4               | 0               | -                  | -                  | -                  | -           | -           | -           | 33     | 2      |
| 2022-2023         | Kukësi            | KS                | 33         | 2          | CA              | 4               | 0               | -                  | -                  | -                  | -           | -           | -           | 37     | 2      |
| Totale Kukësi     | Totale Kukësi     | Totale Kukësi     | 62         | 4          |                 | 8               | 0               |                    | -                  | -                  |             | -           | -           | 70     | 4      |
| 2023              | Kaspii            | PL                | 4          | 1          | CK              | 0               | 0               | -                  | -                  | -                  | -           | -           | -           | 4      | 1      |
| Totale carriera   | Totale carriera   | Totale carriera   | 188+2      | 7+0        |                 | 25              | 0               |                    | 10                 | 0                  |             | 0           | 0           | 225    | 7      |

## Palmarès

### Club

#### Competizioni nazionali
- Coppa del Kosovo: 1

Prishtina: 2017-2018